# Gazania krebsiana
Gazania krebsiana е вид цъфтящо растение от семейство Сложноцветни. То е нискорастящо тревисто многогодишно растение, произхождащо от Южна Африка, вариращо от Ангола, Замбия и Мозамбик до Южна Африка. Това е един от около 19 вида газания, които се срещат изключително в Африка и предимно в РЮА; само подвидът Gazania krebsiana subsp. serrulata стига на север от Трансваал в тропическа Африка.

## Описание
Този пасищен вид е едно от първите растения, които цъфтят през пролетта, цъфти на малки купчини жълти или бели цветя между ниски буфи трева или изгорели стърнища, или като безлистни единични цветя. Цъфтежът продължава само няколко седмици след първите дъждове. Цветовете се отварят само при силна слънчева светлина, затварят се при намаляваща светлина и се отварят отново на следващия ден. Растението е многогодишно и расте от дървесна подложка. Листата са туфести и линейни по форма, с бял мъх от долната страна и отделят млечна течност, когато бъдат наранени.
Gazania krebsiana външно наподобява други видове от род Газания, включително Gazania rigida, Gazania pectinata и Gazania linearis. Видовите граници между тях не са ясно видими и в практиката често се бъркат.